# ドリフトマッスル

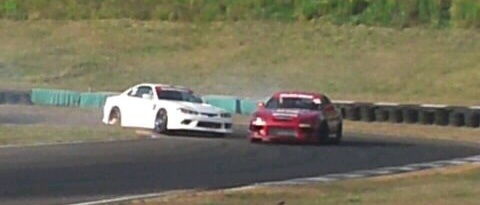
ドリフトマッスル(2011年菅生)

ドリフトマッスル（英語: Drift Muscle）は、2011年から2017年まで開催されたドリフト走行によるモータースポーツのシリーズ。運営母体は株式会社ドリフトエンタープライズ。

## 概要
全日本プロドリフト選手権（D1グランプリ）の創立者である土屋圭市・稲田大二郎の両名が、D1グランプリの運営事務局との見解相違を理由に2010年末に同シリーズを離脱した。土屋は翌2011年に入りビデオマガジン『ホットバージョン』との連携で新イベントを立ち上げる方針を明らかにし、同年2月にシリーズ運営母体となる新会社「株式会社ドリフトエンタープライズ」を設立。その後新シリーズの準備を進め、同年3月5日に本シリーズの発足が公表された。
本シリーズでは土屋・稲田の両名が審査員を務め、使用する車両は「公道を走れる（＝車検が取れる）程度の改造車両」（安全確保のためロールケージ等の装着が必須）とされる（事実上はD1ストリートリーガル相当）。2011年はシリーズ初年度ということでライセンス規定もなく「レギュレーションに適合した安全装備・車両なら誰でも参加可能」となっていたが、2012年以降順次ライセンス等の発給も開始された。
2013年からは日本自動車連盟（JAF）がドリフト競技を公認対象に加えたことに伴い、新たにJAF加盟クラブとして「ドリフトマッスルクラブ」を設立。最上位クラスの「スーパーマッスルクラス」についてはJAF公認競技として開催することになった。
事実上D1グランプリから分裂した新シリーズであり、過去にはD1の常連ドライバーである日比野哲也・斎藤太吾・川畑真人らも参加している。モータースポーツ関連メディアからその動向が注目されている。
2018年より新シリーズとして『ドリフトキングダム』に改称されたが、2019年のシーズン終了後にD1グランプリとのシリーズ統合が発表され、事実上消滅した。

## 2017年シーズンまでのシリーズ構成

### スーパーマッスルクラス
2013年開始。マッスルクラスに代わる最高峰クラスとして創設された。JAF公認競技（準国内格式）として開催されるため、参加にはマッスルクラブスポーツ会員（後述）の資格に加え、JAF国内B級以上のライセンスが必要となる。

### マッスルクラス
2011年開始。開始当初の最高峰クラスだったが、2013年よりスーパーマッスルクラスがスタートしたため、今後は中級クラスとしての位置づけになる。2012年から東西の2シリーズ制（各4戦）となる予定だったが、結局2012年は単一シリーズ（全7戦）で争われた。参戦には前年実績もしくはチャレンジクラスの認定によって入会できる「マッスルクラブスポーツ会員」（旧Aライセンス）の資格が必要。

### レディースクラス
女性限定クラス。2011年開始。マッスルクラス同様、参戦にはスポーツ会員の資格が必要。2012年から単走をマッスルクラスと合同セッションとして行うことになった。

### チャレンジクラス
ライセンス不要で参加できる入門クラス。2011年はマッスルクラス等とは別の単一イベントとして行われた。2012年からはマッスルクラス・レディースクラスの前日に単走のみで開催されることとなった。

## 開催日程

### 2011年
- 第1戦 5月8日・間瀬サーキット
- 第2戦 6月5日・備北サーキット
- 第3戦 7月17日・日光サーキット
- 第4戦 10月10日・鈴鹿ツインサーキット
- 第5戦 11月3日・スポーツランドSUGO

### 2012年
- 第1戦 3月18日・名阪スポーツランド
- 第2戦 5月6日・スポーツランドSUGO
- 第3戦 6月3日・間瀬サーキット
- 第4戦 7月8日・日光サーキット
- 第5戦 8月12日・筑波サーキットコース1000
- 第6戦 9月16日・富士スピードウェイショートサーキット
- 第7戦 10月21日・備北サーキット

### 2013年
- 第1戦 3月24日・日光サーキット
- 第2戦 5月6日・スポーツランドSUGO
- 第3戦 6月2日・本庄サーキット
- 第4戦 7月14日・間瀬サーキット
- 第5戦 8月11日・筑波サーキット（コース1000）
- 第6戦 9月22日・徳島カートランド
- 第7戦 10月27日・富士スピードウェイショートサーキット
- 第8戦 12月1日・日光サーキット

### 2014年
- 第1戦 3月9日・日光サーキット
- 第2戦 4月13日・間瀬サーキット
- 第3戦 5月18日・スポーツランドSUGO西コース
- 第4戦 6月22日・ 本庄サーキット
- 第5戦 7月27日・筑波サーキットコース1000
- 第6戦 9月14日・間瀬サーキット
- 第7戦 10月26日・富士スピードウェイショートサーキット
- 第8戦 11月30日・日光サーキット

### 2015年
- 第1戦 4月12日・日光サーキット
- 第2戦 5月10日・富士スピードウェイショートサーキット
- 第3戦 7月20日・スポーツランドSUGO西コース
- 第4戦 9月6日・筑波サーキットコース1000
- 第5戦 10月18日・間瀬サーキット
- 第6戦 11月29日・日光サーキット

### 2016年
- 第1戦 4月3日・日光サーキット
- 第2戦 5月15日・名阪スポーツランド
- 第3戦 7月3日・スポーツランドSUGO西コース
- 第4戦 9月11日・間瀬サーキット
- 第5戦 11月6日・日光サーキット

### 2017年
- 第1戦 3月26日・日光サーキット
- 第2戦 5月14日・名阪スポーツランド
- 第3戦 7月2日・スポーツランドSUGO西コース
- 第4戦 9月10日・間瀬サーキット
- 第5戦 10月29日・日光サーキット